# قناة غاستينو

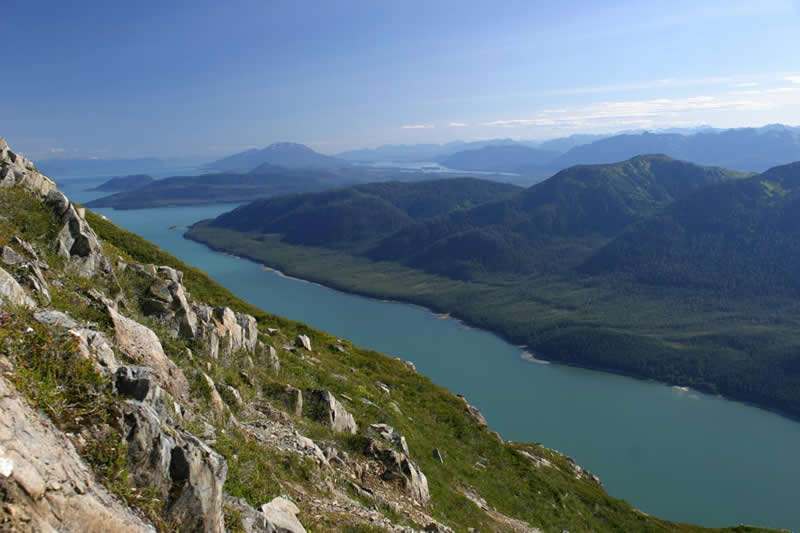
قناة غاستينو

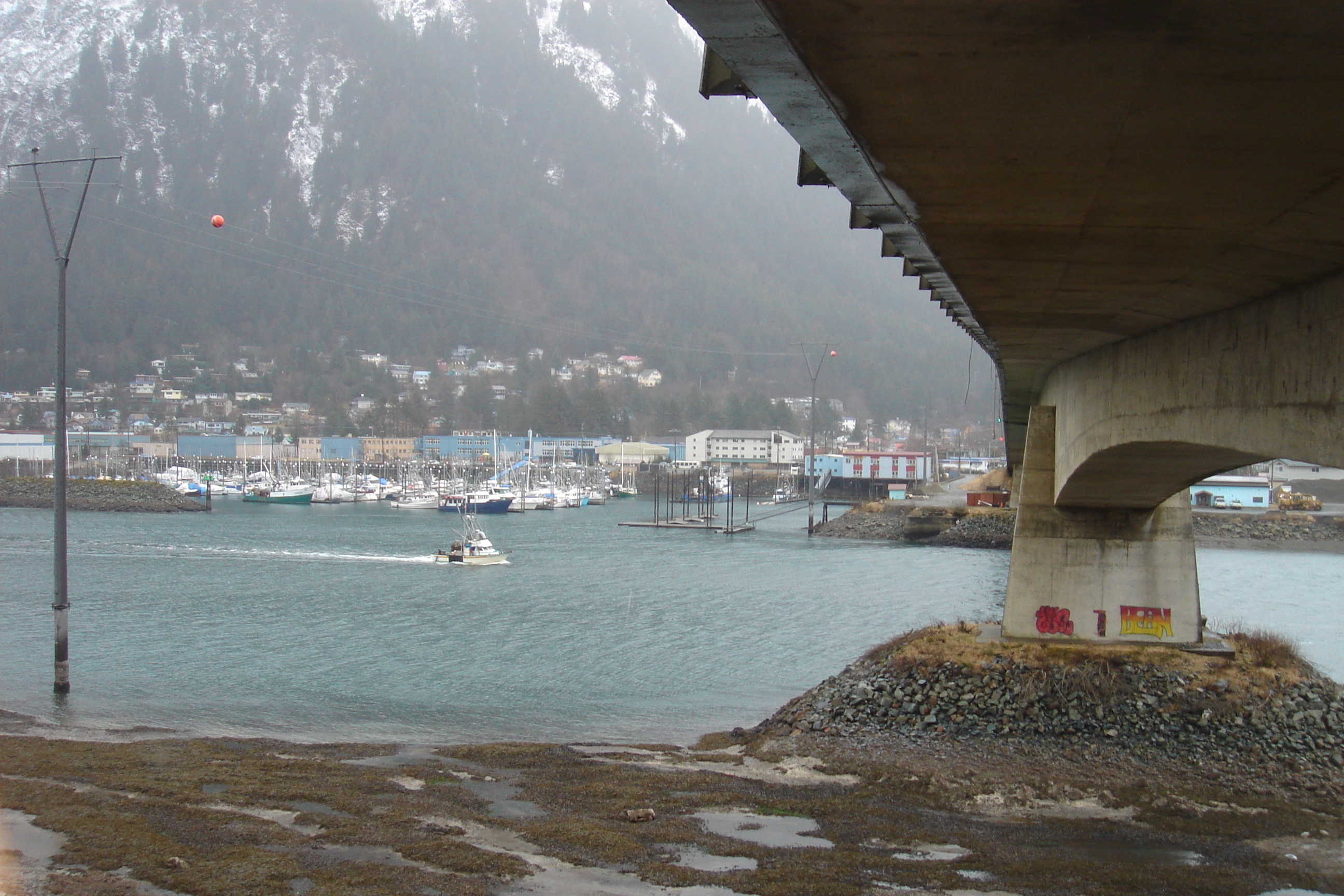
تتجه سفينة صغيرة عبر قناة غاستينو استعدادًا للإبحار

قناة غاستينو هي قناة بين البر الرئيسي لولاية ألاسكا الأمريكية وجزيرة دوغلاس في أرخبيل ألكسندر في جنوب شرق ألاسكا. وهو يفصل جونو على جانب البر الرئيسي عن دوغلاس (الآن جزء من جونو)، في جزيرة دوغلاس. كان أول أوروبي شاهد القناة هو جوزيف ويدبي أثناء خدمته في بعثة فانكوفر التابعة للبحرية الملكية في أوائل أغسطس 1794، أولاً من الجنوب ثم من الغرب لاحقًا. ربما تم تسميته على اسم جون جاستينو، وهو مهندس مدني ومساح إنجليزي.

## الصفات
القناة صالحة للملاحة بواسطة السفن الكبيرة، فقط من الجنوب الشرقي، حتى جسر دوغلاس، حوالي 9.7 ميل (15.6 كم). بين الجسر ومطار جونو الدولي، على بعد حوالي 8.1 ميل (13.0 كم)، لا يمكن الملاحة فيه إلا بواسطة مراكب أصغر وفقط عند ارتفاع المد.

## الملاحة
أصبحت القناة غير قابلة للملاحة بشكل متزايد بسبب أعماق المياه الضحلة. السببان الرئيسيان لذلك هما:
- انتعاش متوازن بعد تراجع الصفائح الجليدية.
- الترسيب وملء قناة غاستينو بالرواسب الغرينية التي ينتجها نهر مندنهال غلاسير الجليدي ونهر ميندينهول.

إذا استمرت الاتجاهات الحالية، فقد تصبح قناة غاستينو في نهاية المطاف جافة أو غير قابلة للملاحة أو كليهما. أثناء الارتداد المتساوي التوازن، يرتفع الغلاف الصخري للأرض (القشرة) ببطء بسبب قوى الطفو، بعد إزالة كتلة كبيرة من السطح. ويمكن تشبيه ذلك بمكعب ثلج يطفو في كوب من الماء مع وجود عملة معدنية واحد في الأعلى. إن وزن العملة المعدنية يجعل مكعب الثلج يطفو على مستوى منخفض، على غرار الوزن الهائل لنهر جليدي فوق الغلاف الصخري. عندما تتم إزالة العملة معدنية (النهر الجليدي)، فإن مكعب الجليد (الغلاف الصخري) "يرتد" ويطفو أعلى قليلاً. وفي الحالة الجيولوجية، يحدث هذا السيناريو ببطء شديد. تتراوح معدلات الارتداد المتوازن في جميع أنحاء جنوب شرق ألاسكا من 0.1 إلى 1.5 بوصة/سنة اعتمادًا على التاريخ الجليدي. معدل الارتداد التقريبي في منطقة جونو هو 0.25 إلى 0.5 بوصة / سنة.